# Thierry Claveyrolat

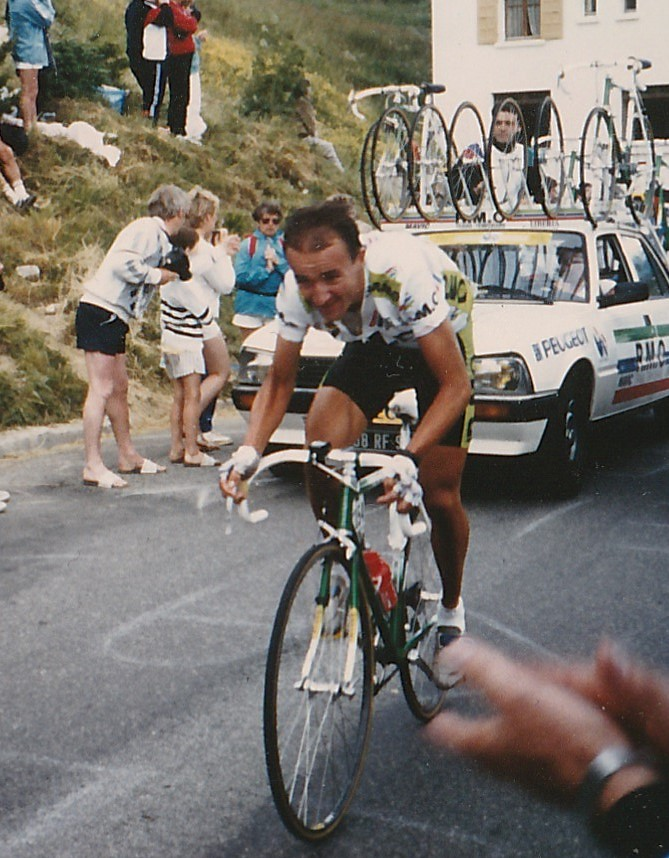
Thierry Claveyrolat bei der Tour de France 1988

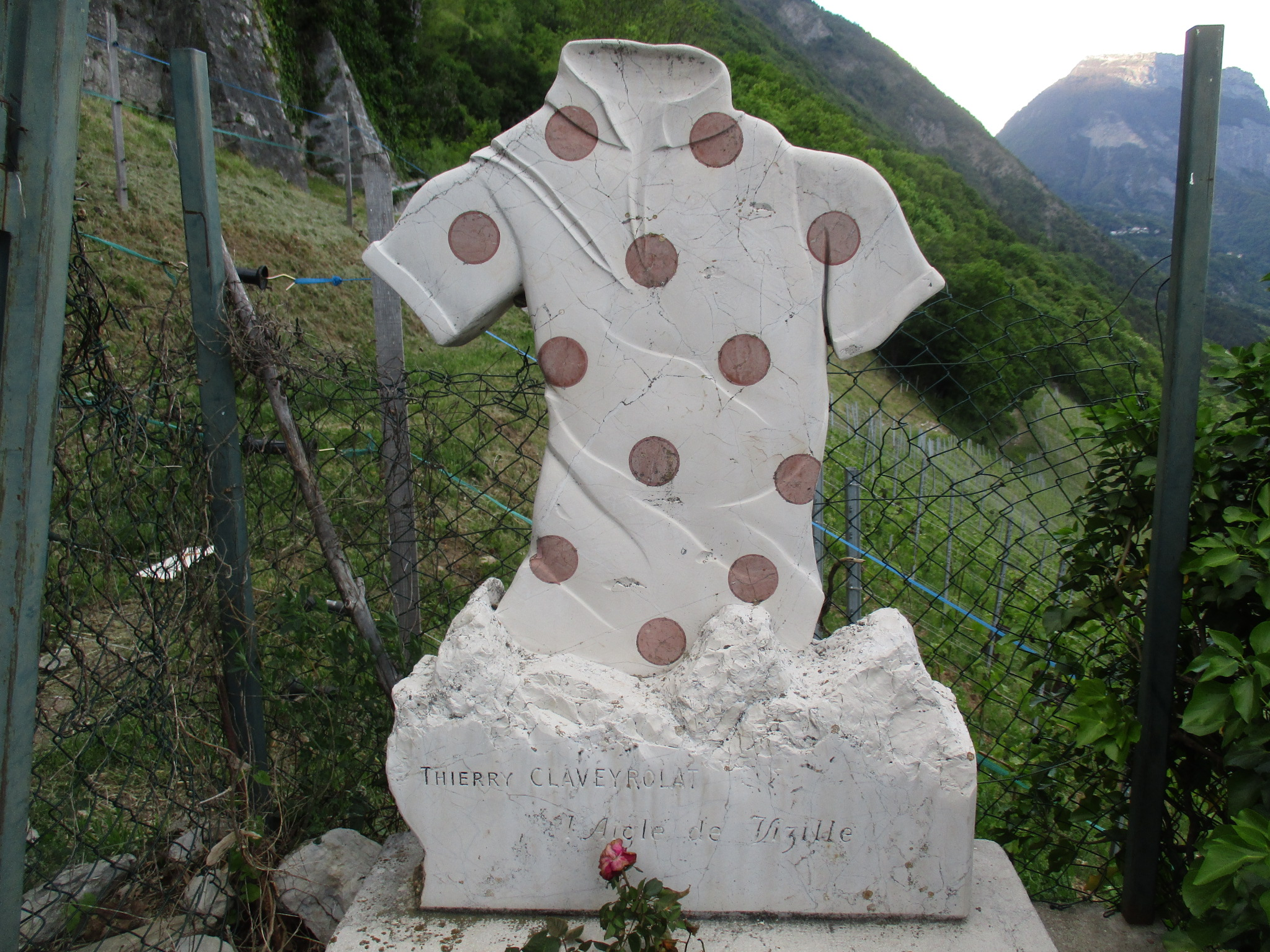
Denkmal für Thierry Claveyrolat auf der Bastille von Grenoble

Thierry Claveyrolat (* 31. März 1959 in La Tronche, Département Isère; † 7. September 1999 in Vizille) war ein französischer Radrennfahrer und galt als Kletterspezialist, was ihm den Spitznamen Adler von Vizille einbrachte.
Thierry Claveyrolat war siebenmaliger Teilnehmer der Tour de France und gewann 1990 für das Team RMO das Trikot des besten Bergfahrers. Seine beste Platzierung dort war der 17. Platz in der Gesamtwertung im Jahr 1986.
Im Rahmen eines Prozesses gegen 19 nordfranzösische Rennfahrer in Laon im Oktober 1986 räumte Claveyrolat die verbotene Einnahme von Amphetaminen ein.
Am 7. September 1999 nahm er sich in Vizille im Alter von 40 Jahren das Leben, nachdem er vier Wochen vorher in einen Autounfall mit vier Schwerverletzten verwickelt gewesen war. Schon früher hatte er an schweren Depressionen gelitten. Auf der Bastille in Grenoble, die zu Claveyrolats Lieblingsanstiegen gehörte, erinnert ein Denkmal in Form eines Gepunkteten Trikots an ihn.

## Palmarès
1986
- zwei Etappen Dauphiné Libéré

1987
- eine Etappe Dauphiné Libéré

1989
- eine Etappe Dauphiné Libéré
- eine Etappe Tour du Limousin

1990
- eine Etappe (St. Gervais) Tour de France
- eine Etappe Dauphiné Libéré

1991
- eine Etappe (Morzine) Tour de France

1993
- Tour du Haut-Var
- Trophée des Grimpeurs
- GP Ouest France-Plouay
- Coupe de France